# Боркёй
Боркёй (фр. Beaurecueil) — коммуна на юго-востоке Франции в регионе Прованс — Альпы — Лазурный Берег, департамент Буш-дю-Рон, округ Экс-ан-Прованс, кантон Тре.
Площадь коммуны — 9,86 км², население — 611 человек (2006) с тенденцией к стабилизации: 551 человек (2012), плотность населения — 55,9 чел/км².

## Население
Население коммуны в 2011 году составляло 564 человека, а в 2012 году — 551 человек.
| 1962 | 1968 | 1975 | 1982 | 1990 | 1999 | 2006 | 2008 | 2011 | 2012 |
| ---- | ---- | ---- | ---- | ---- | ---- | ---- | ---- | ---- | ---- |
| 335  | 259  | 391  | 458  | 510  | 568  | 611  | 610  | 564  | 551  |

Динамика населения:

## Экономика
В 2010 году из 356 человек трудоспособного возраста (от 15 до 64 лет) 225 были экономически активными, 131 — неактивными (показатель активности 63,2%, в 1999 году — 67,4%). Из 225 активных трудоспособных жителей работали 212 человек (114 мужчин и 98 женщин), 13 числились безработными (7 мужчин и 6 женщин). Среди 131 трудоспособных неактивных граждан 61 были учениками либо студентами, 36 — пенсионерами, а ещё 34 — были неактивны в силу других причин.
На протяжении 2010 года в коммуне числилось 191 облагаемое налогом домохозяйство, в котором проживал 461 человек. При этом медиана доходов составила 30 тысяч 031 евро на одного налогоплательщика.